# 北安普頓城堡

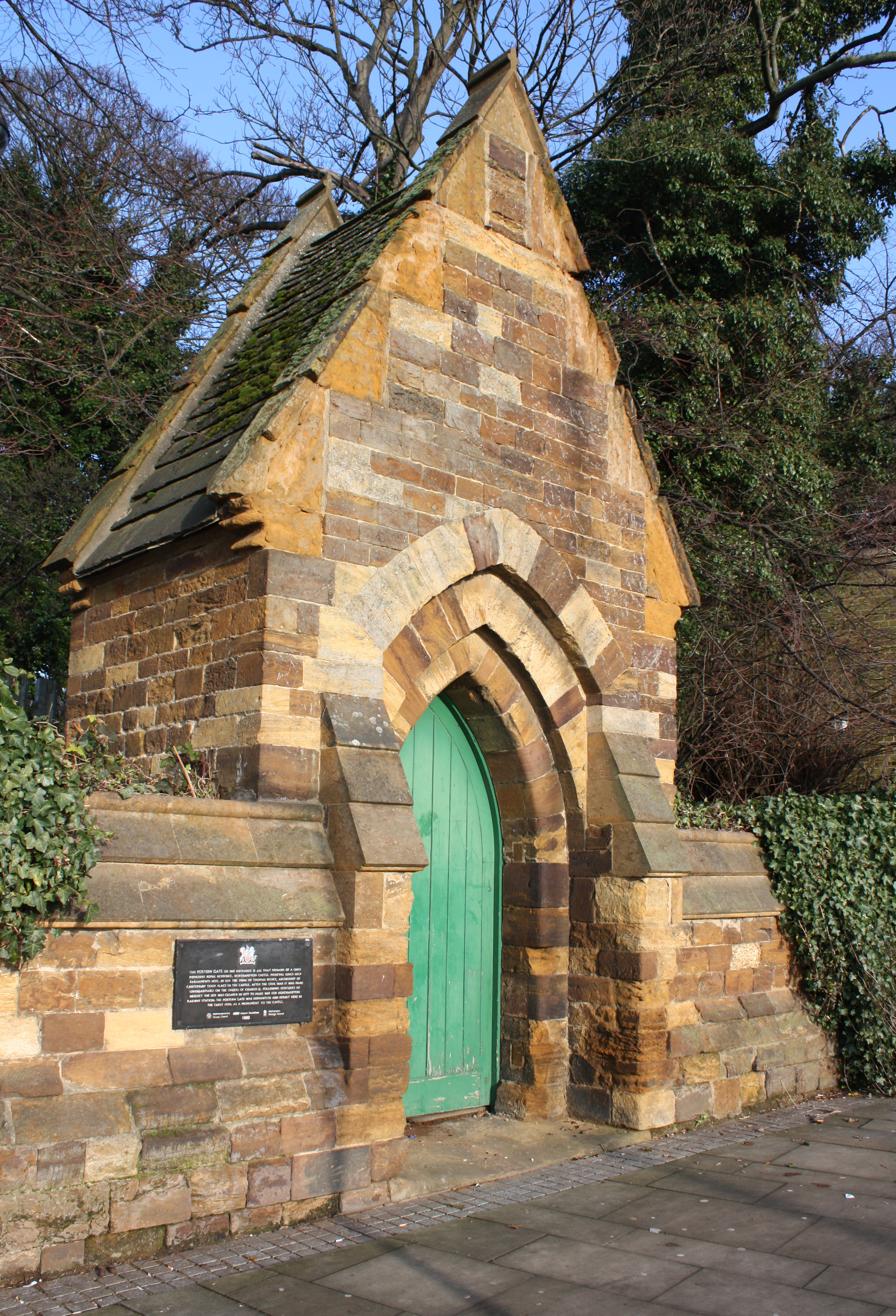
北安普頓城堡的遺跡：從原來位置拆除並重建成北安普頓車站城牆的後樓

北安普頓城堡（英語：Northampton Castle）是位於英國北安普頓的城堡遺址。該城堡於1084年，在第一任北安普敦伯爵西蒙·德·森利斯（Simon de Senlis）的管理下建造，曾為英國最著名的諾曼式城堡之一。城址在西城門外，三面有深塹。奈恩河的一條支流在西側形成了一道天然屏障。這座城堡有廣闊的場地和一個大堡壘。城門四周是土製的堡壘，用來架設大砲。
城堡因19世紀西海岸幹線的鐵路支線的建設而大部分遭拆除，現今的北安普頓車站即建於城堡舊址。